# Albert Edelfelt
Albert Edelfelt (født 21. juli 1854 på herregården Kiala (fi: 'Kiiala kartano') ved Borgå (fi: Porvoo) i Storfyrstendømmet Finland; død 18. august 1905 i sommervilla på herregården Haikos jord ved Borgå) var en finlandssvensk maler og illustrator, søn af arkitekt Carl Albert Edelfelt og Alexandra Brandt, datter af en købmand fra Borgå. Han illustrerede blandt andet digte af Johan Ludvig Runeberg.
| '                                                                            |                                                                                     |
| - Edelfelts forældre - Carl Albert Edelfelt, 1883 - Alexandra Edelfelt, 1883 | - Selvportrætter - Selvportræt, 1874 - Selvportræt, ca. 1887-90 - Selvportræt, 1904 |

| ' | |
| - Hushjælpen Fredrika og sønnen Erik - Fredrika Snygg, hushjælp og tidligere barnepige, 1882 - Sønnen Erik i en barnevogn, 1889 - Erik Edelfelt i sygeseng, 1905 | - Forlovede og hustru - Sophie Manzey, 1880, Edelfelts forlovede i en kort periode - Hustruen Ellan (baronesse Ellan de la Chapelle), 1896 |

Edelfelt giftede sig 1888 med baronesse Ellan de la Chapelle. Samme år blev parrets eneste barn Erik født. 1891 flyttede familien fra Paris til Helsinki.
1873 rejste Edelfelt som 19-årig til Antwerpen for at studere historiemaleri. Derefter fortsatte han sine studier i Paris,
hvor han 1977 malede et af sine mest berømte malerier af dronning Blanka (af Namur 1320-63) som illustration til Zacharias Topelius' fortælling om dronningen og prins Håkon. Edelfelt klarede sig godt på Parisersalonen og modtog 1880 en medalje for maleriet Ett barns likfärd, 'Et barns ligfærd'. 1881 blev han indvalgt i det russiske kunstakademi i Sankt Petersborg.
Edelfelt malede også portrætter som for eksempel Läsande parisiska ('Læsende pariserinde', 1880) og portrættet af operasangeren Aino Ackté (1901). For portrættet af Louis Pasteur fra 1885 blev han 1889 tildelt Æreslegionens "Chevalier de la Légion d'honneur".
| ' |
| - Virginie – Pasteur – Ackté - Pariserinde, 1883 (Virginie) - Læsende pariserinde, 1880 (Virginie) - Aino Ackté, 1901, operasanger - Portræt af Louis Pasteur, 1885 |

| ' |
| - Dronning Blanka – Nikolaj II - 'Dronning Blanka og sønnen Håkon, senere Håkon 6. af Norge, 1877 - Nikolaj II, 1896 |

Finland var et russisk storhertugdømme fra 1808 til 1917 og grobund for patriotiske værker som for eksempel Björneborgarnas marsch (1892) og illustrationer af Runebergs Fänrik Ståls sägner ('Fændrik Staals Fortællinger', Kbh., Hagerup, 1856).
1895 blev Edelfelt valgt til ordførende i den finske kunstnerforening 'Konstnärsgillet i Finland', og 1896 malede han tsar Nikolaj IIs portræt. Hans sidste arbejde var Invielsen af Åbo Akademi 1640, dvs. Kungliga Akademien i Åbo som blev grundlagt 1640, nuværende Helsinki Universitet
| ' | |
| - Illustrationer til Runebergs 'Fänrik Ståls sägner' - Bjørneborgarnes marsch, 1892 (sv) - Sven Duva, tegning til Fenrik Ståls sägner af Runeberg, 1902 - von Döbeln i Slaget ved Jutas | - 'Indvielse af Åbo akademi 1640' - Indvielse af Åbo akademi, del 1, 1902 - Indvielse af Åbo akademi, del 2, 1902 - Indvielse af Åbo akademi, del 3, 1902 |

| Billeder fra udstillingen '1880-erne i nordisk maleri', 1986                                                                     |
| - Et barns ligfærd, 1879, Ateneum - Gudstjeneste i den nylandske skærgård, 1881 - Legende drenge på stranden, 1884, Ateneum (sv) |

| Fra udstillingen '1880-erne i nordisk maleri' |
| - Sommeraften ved Hammars bådeværft, Borgå, 1885 - Kvinder uden for Ruokolax kirke, 1887 - I Luxembourghaven, 1887 - Paris i sne, 1887 − Udsigt fra Edeltfelts logi |